# Limnichoderus vicinus
Limnichoderus vicinus är en skalbaggsart som beskrevs av Maurice Pic 1922. Limnichoderus vicinus ingår i släktet Limnichoderus och familjen lerstrandbaggar. Inga underarter finns listade i Catalogue of Life.